# 华为Mate 70系列
华为Mate 70系列是华为公司于2024年11月26日举办的Mate品牌盛典上发布的5G平板手机系列，包括HUAWEI Mate 70、HUAWEI Mate 70 Pro、HUAWEI Mate 70 Pro+和HUAWEI Mate 70 RS非凡大师。首次发布金丝银锦、飞天青、羽衣白、墨韵黑四种新配色。

## 设计
Mate 70系列在设计领域引入了新的工艺美学。其中，背部采用“金丝银锦”设计，并运用微纳米3D拓印技术，彰显较为细腻质感。机身工艺方面，该机型采用高亮钛玄武机身，正面配备第二代昆仑玻璃，背部则采用锦纤材质。这三种材质共同构成了高亮钛玄武架构，一定程度提升了整体质感与耐用性。华为Mate 70系列采用的侧边指纹解锁方案，不仅集成指纹识别功能，同时还支持用户自定义设置，通过双触、长按的方式实现一键直达智慧功能或应用，为用户提供了一个全新的AI入口，真正实现了解锁+应用一步到位。

## 摄像
Mate 70系列采用全新的红枫原色影像系统，致力于在真实还原自然色彩的基础上，提升影像表现力与艺术表现形式。其XMAGE色彩风格经过升级，提供了两种不同的艺术表达方式：
- “鲜艳”模式：灵感源自西方油画艺术，注重色彩的浓郁与对比度的强化，使画面表现更为强烈，同时突出主体的视觉效果，适用于强调氛围和情感的拍摄场景。
- “明快”模式：融合传统东方美学理念，强调画面的清新淡雅和细腻质感。尤其在人像拍摄中，该模式展现出自然柔和的肤质效果，营造出舒适且典雅的画面氛围[4]。

## 规格参数

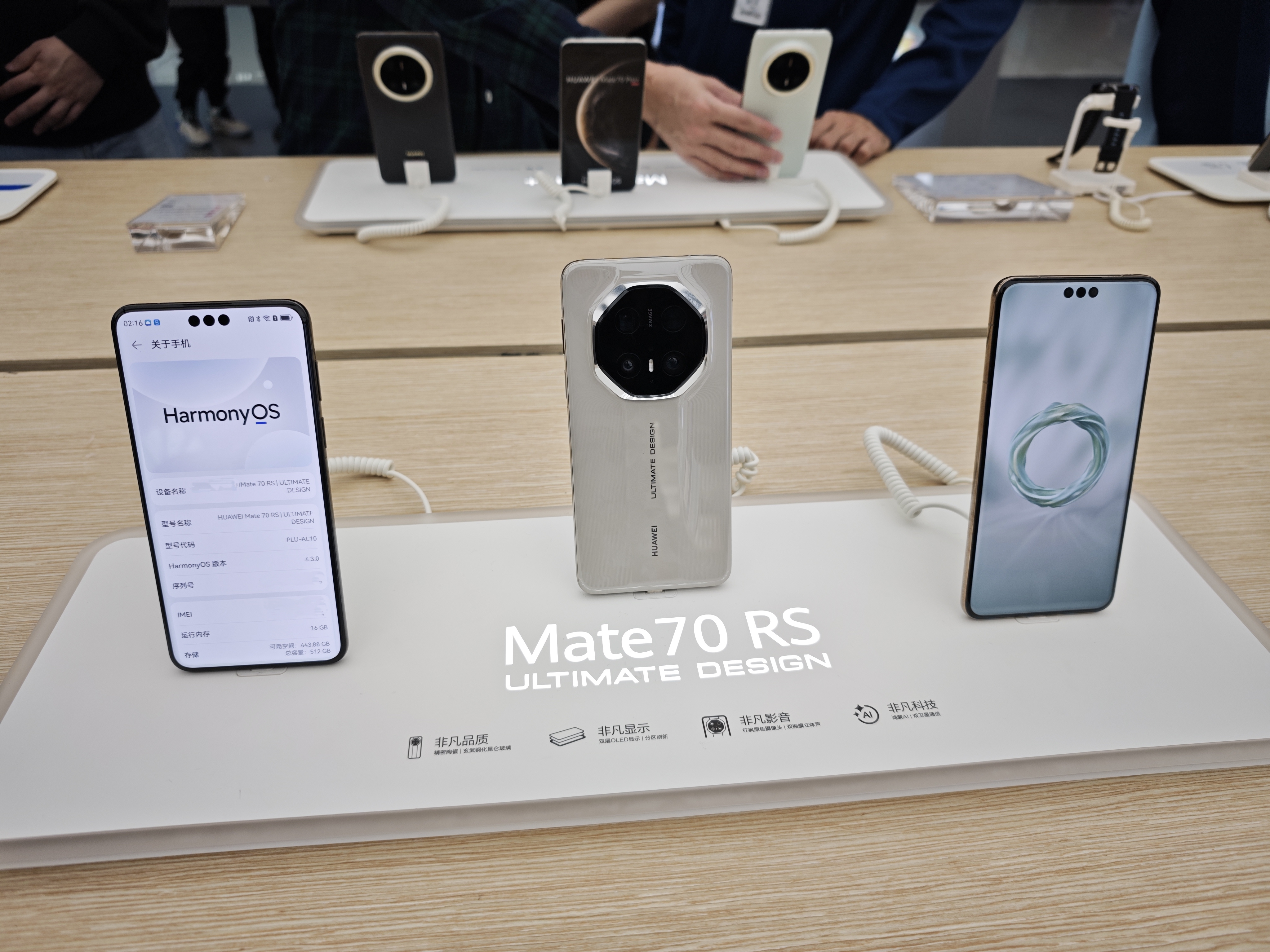
华为Mate 70 RS非凡大师，型号为PLU-AL10

| 名称                       | 尺寸     | 尺寸    | 尺寸    |
| 名称                       | 长度     | 宽度    | 厚度    |
| HUAWEI Mate 70             | 160.9 mm | 75.9 mm | 7.8 mm  |
| HUAWEI Mate 70 Pro         | 164.6 mm | 79.5 mm | 8.2 mm  |
| HUAWEI Mate 70 Pro+        | 164.6 mm | 79.5 mm | 8.25 mm |
| HUAWEI Mate 70 RS 非凡大师 | 164.6 mm | 79.5 mm | 8.25 mm |